# Hall of Fame Tennis Championships 2008
Hall of Fame Tennis Championships 2008 — тенісний турнір, що проходив на кортах з твердим покриттям у місті Ньюпорт (Род-Айленд), США з 7 липня . Належав до категорії International Series.

## Фінальна частина

### Одиночний розряд
Фабріс Санторо —  Пракаш Амрітрадж 6–3, 7–5

### Парний розряд
Марді Фіш /  Джон Ізнер —  Роган Бопанна /  Айсам-уль-Хак Куреші 6–4, 7–6(7–1)